# Norwegische Meisterschaften im Biathlon 2015
Die Norwegischen Meisterschaften im Biathlon 2015 fanden zwischen dem 25. und dem 29. März 2015 in Sirdal statt.

## Männer

### Einzel (20 km)
| Platz | Starter                      | Zeit    | Schießfehler |
| ----- | ---------------------------- | ------- | ------------ |
| 1     | Eirik Bratli                 | 53:47,0 | 0+2+0+0      |
| 2     | Kristoffer Langøien Skjelvik | +0:34,5 | 0+0+1+1      |
| 3     | Henrik L’Abée-Lund           | +0:48,3 | 1+1+0+1      |
| 4     | Anders Magnus Bratli         | +1:26,7 | 0+0+0+1      |
| 5     | Vemund Ravnsborg Gurigard    | +1:30,3 | 0+0+0+1      |
| 6     | Erling Aalvik                | +1:43,2 | 0+1+0+3      |
| 7     | Håkon Svaland                | +1:49,8 | 1+3+0+0      |
| 8     | Vetle Ravnsborg Gurigard     | +2:01,7 | 0+2+0+0      |
| 9     | Fredrik Gjesbakk             | +2:10,9 | 0+3+0+2      |
| 10    | Martin Femsteinevik          | +2:36,7 | 0+1+1+1      |

Start: 25. März 2015

### Sprint (10 km)
| Platz | Starter                    | Zeit    | Schießfehler |
| ----- | -------------------------- | ------- | ------------ |
| 1     | Bjarte Solvang             | 26:04,5 | 0+2          |
| 2     | Fredrik Gjesbakk           | +0:02,5 | 0+1          |
| 3     | Lars Gunnar Skjevdal       | +0:19,2 | 1+1          |
| 4     | Eirik Bratli               | +0:25,1 | 1+1          |
| 5     | Sindre Pettersen           | +0:35,3 | 2+1          |
| 6     | Aleksander Morsund Karlsen | +0:43,1 | 1+0          |
| 7     | Magnus Bøe                 | +0:45,8 | 2+1          |
| 8     | Vegard Skinnes             | +1:01,4 | 2+2          |
| 9     | Øystein Ulekleiv           | +1:14,7 | 0+3          |
| 10    | Håvard Nymoen              | +1:16,5 | 2+0          |

Start: 27. März 2015

### Massenstart (15 km)
| Platz | Starter                      | Zeit    | Schießfehler |
| ----- | ---------------------------- | ------- | ------------ |
| 1     | Henrik L’Abée-Lund           | 35:01,3 | 0+0+0+2      |
| 2     | Tarjei Bø                    | +0:23,1 | 0+0+2+0      |
| 3     | Vegard Gjermundshaug         | +0:29,4 | 1+0+0+1      |
| 4     | Emil Hegle Svendsen          | +1:17,4 | 1+0+0+1      |
| 5     | Erling Aalvik                | +1:33,6 | 2+0+0+0      |
| 6     | Kristoffer Langøien Skjelvik | +1:42,4 | 0+1+1+1      |
| 7     | Marius Hol                   | +1:59,7 | 2+0+2+2      |
| 8     | Vetle Ravnsborg Gurigard     | +2:03,0 | 0+0+2+1      |
| 9     | Øystein Ulekleiv             | +2:04,4 | 0+2+0+1      |
| 10    | Thomas Fenne                 | +2:05,4 | 0+1+0+0      |

Start: 28. März 2015

### Staffel (4 × 7,5 km)
| Platz | Starter                                                                              | Region             | Zeit      |
| ----- | ------------------------------------------------------------------------------------ | ------------------ | --------- |
| 1     | Tommy Grøtte Syver Nygård Andreas Dahlø Wærnes Emil Hegle Svendsen                   | Sør-Trøndelag 1    | 1:14:34,1 |
| 2     | Bjarte Mørkve Thomas Fenne Bjarte Solvang Erling Aalvik                              | Hordaland 1        | +0:19,9   |
| 3     | Amund Owren Sondre Bollum Vemund Ravnsborg Gurigard Vetle Ravnsborg Gurigard         | Oppland 1          | +0:22,0   |
| 4     | Anders Magnus Bratli Martin Eng Eirik Bratli Henrik L’Abée-Lund                      | Oslo og Akershus 1 | +0:24,8   |
| 5     | Martin Rui Håkon Svaland Andreas Mjåland Marius Norø Ingebrigtsen                    | Agder 1            | +0:55,3   |
| 6     | Erlend Øvereng Bjøntegaard Martin Lindland Anders Sommerstad Juveli Tommi Luchsinger | Buskerud 1         | +1:46,4   |
| 7     | Ole Andreas Flotten Vegard Selvnes Endre Blikra Andreas Kvam                         | Sør-Trøndelag 2    | +1;48,4   |
| 8     | Sigurd Hov Anders Brekke Nilsen Anders Øverby Anders Heldal                          | Buskerud 2         | +3:00,7   |
| 9     | Anders Trønsdal Lyngstad Håkon Livik Ole Rødvik Kilskar Espen Sonflå                 | Nord-Trøndelag 1   | +3:03,9   |
| 10    | Joakim Hald Andersen Sindre Pettersen Thomas Berge Foyn Kristian Andre Aalerud       | Oslo og Akershus 2 | +3:24,1   |

Start: 29. März 2015

## Frauen

### Einzel (15 km)
| Platz | Starter                    | Zeit    | Schießfehler |
| ----- | -------------------------- | ------- | ------------ |
| 1     | Ingrid Landmark Tandrevold | 43:07,6 | 1+0+0+1      |
| 2     | Sigrid Bilstad Neraasen    | +0:11,9 | 0+0+0+1      |
| 3     | Marte Olsbu                | +0:35,8 | 2+1+1+0      |
| 4     | Rikke Hald Andersen        | +1:03,2 | 0+2+0+1      |
| 5     | Hanne Tingelstad           | +1:47,1 | 0+0+2+0      |
| 6     | Astrid Wathne Matthiessen  | +2:03,9 | 3+0+0+0      |
| 7     | Elise Ringen               | +2:08,4 | 0+2+1+1      |
| 8     | Marion Rønning Huber       | +2:09,2 | 0+1+0+2      |
| 9     | Fanny Welle-Strand Horn    | +2:19,9 | 0+1+1+4      |
| 10    | Kristina Skjevdal          | +2:54,1 | 0+1+0+2      |

Start: 25. März 2015

### Sprint (7,5 km)
| Platz | Starter                    | Zeit    | Schießfehler |
| ----- | -------------------------- | ------- | ------------ |
| 1     | Marte Olsbu                | 20:06,2 | 0+1          |
| 2     | Ingrid Landmark Tandrevold | +0:07,2 | 0+0          |
| 3     | Astrid Wathne Matthiessen  | +0:33,9 | 0+1          |
| 4     | Fanny Welle-Strand Horn    | +0:40,3 | 0+2          |
| 5     | Marion Rønning Huber       | +0:40,9 | 1+0          |
| 6     | Kristina Skjevdal          | +0:42,8 | 0+0          |
| 7     | Lene Berg Ådlandsvik       | +0:45,8 | 1+0          |
| 8     | Hilde Fenne                | +0:49,1 | 2+1          |
| 9     | Rikke Hald Andersen        | +0:50,8 | 0+1          |
| 10    | Sigrid Bilstad Neraasen    | +1:00,0 | 1+1          |

Start: 27. März 2015

### Verfolgung (10 km)
| Platz | Starter                    | Zeit    | Schießfehler |
| ----- | -------------------------- | ------- | ------------ |
| 1     | Marte Olsbu                | 48:41,1 | 2+1+0+2      |
| 2     | Kaia Wøien Nicolaisen      | +0:08,7 | 1+1+2+0      |
| 3     | Ingrid Landmark Tandrevold | +0:22,5 | 1+0+2+2      |
| 4     | Lene Berg Ådlandsvik       | +0:42,4 | 1+0+0+2      |
| 5     | Marion Rønning Huber       | +1:22,2 | 3+1+2+1      |
| 6     | Astrid Wathne Matthiessen  | +1:24,6 | 1+2+1+1      |
| 7     | Hilde Fenne                | +1;27,7 | 3+1+2+2      |
| 8     | Sigrid Bilstad Neraasen    | +1;49,9 | 3+0+1+1      |
| 9     | Hanne Tingelstad           | +2:04,3 | 1+3+0+0      |
| 10    | Rikke Hald Andersen        | +2:08,2 | 0+3+2+2      |

Start: 28. März 2015

### Staffel (3 × 6 km)
| Platz | Starter                                                                | Region             | Zeit    |
| ----- | ---------------------------------------------------------------------- | ------------------ | ------- |
| 1     | Rikke Hald Andersen Sofie Rostad Kaia Wøien Nicolaisen                 | Oslo Og Akershus 1 | 46:03,4 |
| 2     | Hanne Tingelstad Karoline Offigstad Knotten Sigrid Bilstad Neraasen    | Oppland 1          | +1:43,5 |
| 3     | Ane Skrove Nossum Tonje Marie Skjelstadås Lotte Lie                    | Nord-Trøndelag 1   | +2:03,3 |
| 4     | Astrid Wathne Matthiessen Hilde Fenne Jori Mørkve                      | Hordaland 1        | +2:15,3 |
| 5     | Eline Grue Kristina Skjevdal Marion Rønning Huber                      | Nord-Østerdal 1    | +2:15,5 |
| 6     | Kristin Sandeggen Hege Kne Galåen Turi Storstrøm Thoresen              | Nord-Østerdal 2    | +2:55,3 |
| 7     | Ane Sandaker Kvittingen Kristiane Holm Mari Wetterhus                  | Buskerud 1         | +3:29,8 |
| 8     | Nina Strømsjordet Stine Egge Persson Mathea Tofte                      | Oppland 1          | +4:03,1 |
| 9     | Ragnhild Femsteinevik Åsne Ulvund Heidi Berlandstveit                  | Hordaland 2        | +4:13,4 |
| 10    | Kristin Bugge Lyche Katja Sha Voje Bjørnstad Gunhild Viljugrein Stølen | Oslo og Akershus 2 | +4:14,6 |

Start: 29. März 2015